# Rocksprings
Rocksprings é uma cidade  localizada no estado norte-americano do Texas, no Condado de Edwards.

## Demografia
Segundo o censo norte-americano de 2000, a sua população era de 1285 habitantes.
Em 2006, foi estimada uma população de 1150, um decréscimo de 135 (-10.5%).

## Geografia
De acordo com o United States Census Bureau tem uma área de
3,1 km², dos quais 3,1 km² cobertos por terra e 0,0 km² cobertos por água. Rocksprings localiza-se a aproximadamente 732 m acima do nível do mar.

## Localidades na vizinhança
O diagrama seguinte representa as localidades num raio de 68 km ao redor de Rocksprings.